# Bettina Kjellin
Bettina Maria Kjellin, född Stolzenberg, 7 september 1926 i Tyskland, död 26 december 2024 i Brunneby distrikt, var en svensk företagsledare och kulturpersonlighet.

## Biografi
Kjellin kom efter andra världskriget som flykting från forna Östtyskland och gifte sig med Carl Gösta Kjellin på Brunneby herrgård. Tillsammans med maken drev hon Brunneby musteri.
Bettina Kjellin var en östgötsk kulturpersonlighet och mecenat. Hon var konstnärlig ledare för Kammarmusik i Östergötland och upplät regelbundet sitt hem och den på gården belägna Brunneby kyrka, för konserter, litterära salonger, konstutställningar m.m. Bland artister som framträtt på Brunneby märks Käbi Laretei, Göran Söllscher, Malena Ernman, Torgny Lindgren, Bo Setterlind och Östgöta Kammarkör. Den 4 maj 2008 belönades hon med förre landshövdingen Rolf Wirténs kulturpris med motiveringen:
| ”         | Efter omtumlande upplevelser i andra världskrigets Europa kom Bettina Kjellin till Sverige och så småningom till Brunneby gård där hon utfört en unik kulturgärning. Den medeltida kyrkan har restaurerats och i den liksom i den vackra mangårdsbyggnaden har hon i över tjugo års tid arrangerat högklassiga kammarkonserter. Verksamheten har utvidgats till musikaliska högtider i flera av Östergötlands slott och gårdar under mottot Viva la Musica. | „ |
| – Östnytt | |   |